# Bipolare Zellen der Retina

Zelltypen in den Schichten einer Säugetiernetzhaut –
R: Stäbchen, C: Zapfen,
H: Horizontalzelle, Bi: Bipolarzelle,
A: Amakrinzelle, G: Ganglienzelle,
GC: Ganglienzellschicht.
(Das Licht fällt hierbei von unten ein.)

Die bipolaren Zellen der Retina sind Nervenzellen der Netzhaut mit bipolarem Aufbau und werden auch kurz Bipolarzellen genannt.
Die lichtempfindlichen Sinneszellen (Stäbchenzellen und Zapfenzellen) bilden Synapsen mit Bipolarzellen als dem 2. Neuron der Sehbahn. Deren Aufgabe ist es, Informationen der Fotorezeptoren zu sammeln, zu gewichten und an die Ganglienzellen der Netzhaut (3. Neuron) weiterzuleiten.
Die Fortsätze von Bipolarzellen bilden Synapsen zum einen in der äußeren plexiformen Schicht (OPL) und zum anderen in der inneren plexiformen Schicht (IPL) der Netzhaut. Die Zellkörper der Bipolarzellen liegen dazwischen in der inneren Körnerschicht (INL). In der Retina von Säugetieren findet man neben einem Typ von Stäbchen-gesteuerten je nach Spezies acht bis elf Typen von Zapfen-gesteuerten Bipolarzellen.

## Erregungsweiterleitung
Ähnlich wie die Fotorezeptoren, von denen die bipolaren Zellen Signale erhalten, weisen sie eine Besonderheit der Erregungsleitung auf: Im Unterschied zu den meisten anderen Neuronen kodieren sie Informationen durch graduierte Potentialänderungen, die dann zu Veränderungen in der Menge ausgeschütteter Botenstoffe (Neurotransmitter) führen (siehe dazu auch die ausführlichere Darstellung dieser Erregungsweiterleitung für Stäbchen).
Entgegen der früheren Annahme, dass bipolare Zellen Informationen ausschließlich auf diese analoge Weise kodieren, weisen neuere Ergebnisse darauf hin, dass einige besondere Typen von bipolaren Zellen in Mäusen und Fischen außerdem auch klare Alles-oder-nichts-Signale bilden, mit denen der Informationsfluss an die retinalen Ganglienzellen in zeitliche Blocks gegliedert wird.

## Arten
Man unterscheidet vier Haupttypen von bipolaren Zellen nach Art und Zeitdauer ihrer Erregungsweiterleitung. Die Bezeichnung On-Zellen und Off-Zellen bezieht sich auf die Unterscheidung ihres Verhaltens bei Lichteinfall auf die vorgeschalteten Rezeptorzellen. Der von den Photorezeptoren ausgeschüttete Neurotransmitter Glutamat hat gegensinnige Wirkungen auf On- und auf Off-Bipolarzellen. Die On-Zellen und Off-Zellen werden zusätzlich nach der Zeitdauer ihrer Reaktion klassifiziert als tonisch (sustained = andauernd) oder phasisch (transient = kurzzeitig). Diese Einteilung in vier Haupttypen besteht seit 1969. Inzwischen ist bekannt, dass es Mischtypen gibt und die Gesamtzahl der Typen von bipolaren Zellen etwa 12 beträgt.
Die Klassifizierung als phasisch oder tonisch gibt Auskunft über die zeitliche Antwort der Zelle. Während phasische Zellen nur kurzzeitig auf eine Änderung der Lichtintensität antworten, reagieren tonische auf einen Lichtreiz mit einer andauernden Änderung ihrer Signalweitergabe, solange dieser Lichtreiz besteht.

## Ganglienzellen
Die Axone von Ganglienzellen bilden als Nervenfaserschicht die innerste Schicht der Netzhaut und nach Verlassen des Auges den Sehnerv. Jede dieser Ganglienzellen hat durch die Verschaltung über Bipolarzellen jeweils einen bestimmten Bereich der Retina als rezeptives Feld zugeordnet.
On-Center-Zellen erhöhen ihre Aktivität, wenn Licht auf das Zentrum ihres rezeptiven Feldes fällt, reduzieren jedoch ihre Aktivität, wenn die das Zentrum umgebende Peripherie ihres rezeptiven Feldes belichtet wird.
Off-Center-Zellen reagieren genau umgekehrt: fällt Licht auf das Zentrum, reduzieren sie ihre Aktivität; fällt Licht auf die Peripherie, erhöhen sie ihre Aktivität.

## Laterale Verschaltungen
Die bipolaren Zellen leiten aufgearbeitete Signale der Fotorezeptoren an die Ganglienzellen. Jedoch gibt es zusätzlich eine Vielzahl von lateralen (seitlichen) Verknüpfungen durch andere Nervenzelltypen der Netzhaut, die diese Aktivitätsweiterleitung wesentlich beeinflussen.
Auf der Ebene der Synapsen zwischen den Fotorezeptoren und den bipolaren Zellen werden diese lateralen Verbindungen und Beeinflussungen durch Horizontalzellen geleistet – auf der Ebene der Synapsen zwischen bipolaren Zellen und Ganglienzellen hingegen durch Amakrinzellen.